# Fade away

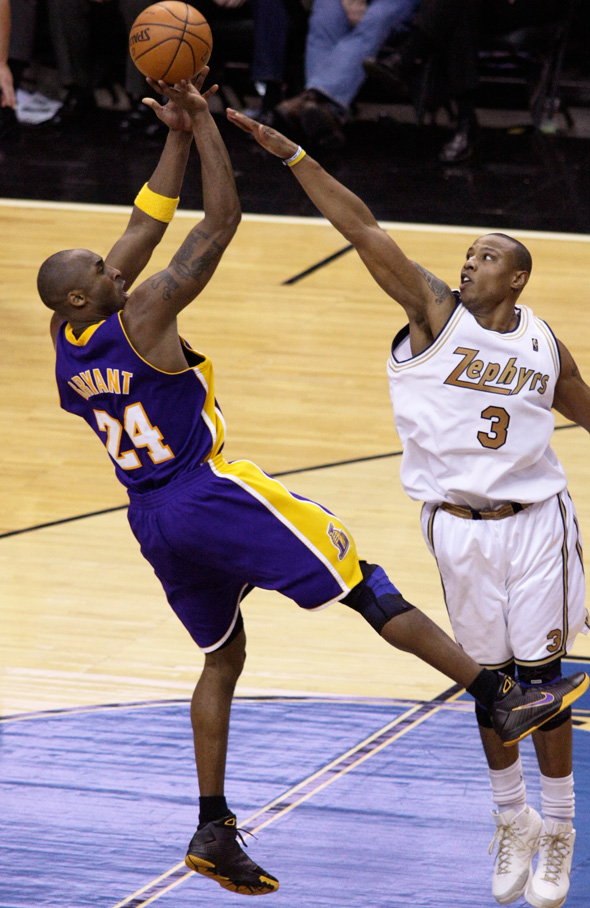
Kobe Bryant lanzando un fadeaway sobre Caron Butler.

Fade away (Fadeaway; o "desvanecimiento" en el baloncesto), tipo de tiro en suspensión practicado generalmente por los jugadores en la posición de alero y ala-pívot en baloncesto. Consiste en la rápida ejecución de una finta que proporcione el espacio indispensable para "armar" un tiro al aro: estando de espaldas a la canasta, giras sobre el pie de pivote a la vez que saltas atrás para realizar una suspensión desequilibrada pero prácticamente indefendible. Realizado históricamente por jugadores de la talla de Wilt Chamberlain (al cual se le considera fue el pionero de ese movimiento, junto con Oscar Robertson), y por supuesto otros grandes ejecutores han sido Michael Jordan y Kobe Bryant
Es esencial, como paso previo a la ejecución del tiro, que el jugador lleve a cabo un ágil e inesperado giro con el pie de pivote. 
La secuencia de movimientos necesarios estaría compuesta por: "posteo" del jugador, finta con el pie de pivote hacia alguno de los lados, giro con pie de pivote hacia el lado contrario, paso "atrás" previo al salto (con el pie que no funciona de "pivote"), salto atrás y tiro por arriba de la marca.
El Fade away es un movimiento muy útil y frecuente en el baloncesto moderno; especialmente cuando el jugador ejecutante juega un uno contra uno frente a jugador más alto (se impide el bloqueo del tiro) o más veloz (al postearse, protege la pelota, evitando el riesgo de un robo en el bote). También ha sido destacado por Michael Jordan, como su movimiento ofensivo preferido frente a la doble-marca. 
El fade away es un fundamento individual indispensable para realizar tiros al aro, convirtiéndose en pieza esencial del jugador moderno frente a la marca a presión.